# Snørebånd
Et snørebånd er en snor der benyttes til at stramme en sko, således at den holdes fast på foden.
Det praktiske ved et snørebånd er, at det hurtigt kan strammes såvel som løsnes alt efter behov, ved hjælp af en sløjfe.
På hver ende af et snørebånd sidder som regel en lille dup af metal eller (oftere) plastik,  der sikrer, at snørebåndet ikke trevler.